# Stal Stalowa Wola
ZKS Stal Stalowa Wola (offiziell Stal Stalowa Wola Piłkarska Spółka Akcyjna) ist ein polnischer Sportverein aus Stalowa Wola in der südostpolnischen Woiwodschaft Karpatenvorland.
Im Jahr 1938 wurde der Sportverein unter dem Namen KS Stalowa Wola gegründet. Der Verein spielte schon einmal in der höchsten polnischen Spielklasse, der Ekstraklasa. Ein 13. Platz in der Saison 1993/1994 ist die bisher beste Platzierung des Klubs. Die traditionellen Vereinsfarben sind grün-schwarz.
Stal Stalowa Wola verzeichnete zwei aufeinanderfolgende Aufstiege in den Saisons 2022–23 und 2023–24, wobei sie in der Saison 2023–24 über die Play-offs aufstiegen. Ihr 2:1-Sieg gegen KKS Kalisz im Play-off-Finale bedeutete die Rückkehr in die 1. Liga nach 14 Jahren.

## Namensänderungen
- 1938 – Klub Sportowy Stalowa Wola
- 1944 – Związkowy Klub Sportowy Stalowa Wola
- 1947 – ZKS Metal Stalowa Wola
- 1949 – ZKS Stal Stalowa Wola
- 1952 – Koło Sportowe Stalowa Wola
- 1957 – Międzyzakładowy KS Stal Stalowa Wola
- 1958 – ZKS Stal Stalowa Wola
- 2010 – Stal Stalowa Wola Piłkarska Spółka Akcyjna

## Spieler
- Piotr Piechniak (1996–1998, 1999–2000)
- Maciej Nalepa (1999–2001)